# Eleanor Bone
Eleanor Ray Margaret Bone (* 15. Dezember 1911 in Fleet, Hampshire, England; † 21. September 2001) war seit den 1960er Jahren eine einflussreiche Persönlichkeit der neuheidnischen Religion, Wicca.
Eleanor Ray Bone war eine von Gerald Gardners Wicca-Hohepriesterinnen und spielte eine wichtige Rolle bei der Entwicklung des modernen Wicca. Sie wird als „Matriarchin der britischen Hexerei“ bezeichnet, denn in den 1960er und 1970er Jahren hatte sie einige der wichtigen Persönlichkeiten des Wicca angelernt und eingeführt: Prudence Jones, Chris und Vivianne Crowley, Madge und Arthur Worthington und John und Kathy (Caitlen) Matthews.

## Jugend und Ausbildung
Eleanor Bone wurde am 15. Dezember 1911 in Fleet, Hampshire, als Eleanor Margaret Tilley geboren. Ihre Freunde und Bekannten nannten sie Ray. Ihre Mutter Emma Tilley (geb. Roper) war eine Schulleiterin. Ihr Vater Charlie Tilly war zum Zeitpunkt ihrer Geburt Verwalter eines örtlichen Golfclubs und wird später in ihrer Heiratsurkunde im Jahr 1958 als ein pensionierter Oberst aufgeführt.
Es ist nicht viel bekannt über Eleanor Bones Kindheit und Jugend, abgesehen von den wenigen Dingen, die sie in Zeitungsinterviews offengelegt hatte. Demnach entwickelte sie ein Interesse an einer alternativen Religion im Alter von acht Jahren, nachdem ihre Katze gestorben war und ihr vom Pfarrer gesagt wurde, dass Tiere nicht in den Himmel kommen.
Eleanor bekam vor dem Zweiten Weltkrieg zwei uneheliche Kinder mit dem verheirateten musikalischen Leiter einer Theatergruppe, Jacob Posner, einen Sohn namens John (geboren am 17. November 1933) und eine Tochter namens Francesca. Es ist möglich, dass sie mehrmals verheiratet war, denn als sie ihren letzten Mann William "Bill" Bone heiratete, benutzte sie den Nachnamen Newton.
Eleanor und Bill Bone heirateten am 5. Juli 1958. Bill war sechzehn Jahre jünger als Eleanor und von Beruf Instrumentenbauer. Zum Zeitpunkt der Eheschließung arbeitete Eleanor Bone bereits im Brackenburn Rest Home, ein Altenheim in Tooting Bec, London. Bill Bone zog in Eleanors Haus in der Trinity Road in Streatham, Südlondon, das in der Nähe des Heims lag.

## Erster Kontakt mit Hexen ab 1941
Eleanor verließ 1941 London wegen der ständigen Bombardierungen und fand Arbeit in Cumbria im Norden von England. Dort kam sie unter die Obhut eines älteren Ehepaars. Eines Abends offenbarte dieses Paar ihr bei einer Diskussion über Reinkarnation, dass sie beide erbliche Hexen seien. Im August 1941 wurde Eleonor in das Hexenhandwerk eingeführt. In den nächsten vier Jahren bis zum Kriegsende 1945 erlernte und praktizierte sie die traditionelle Hexerei. Nach Kriegsende zog sie wieder nach London.

## Verbindung mit Gerald Gardner
Von den frühen bis zu den mittleren 50er Jahren wurde Gerald Gardner durch die Presse bekannt und im ganzen Land bildeten sich Gardnerische Wicca-Coven. Eleonor wandte sich Ende 1959 oder Anfang 1960 brieflich an Gerald Gardner, dieser verwies sie aber an den Bricket Wood Coven in London. Sie wurde dort zwar in den Ersten Grad initiiert und aufgenommen, konnte sich aber mit den noch sehr jungen Leuten nicht anfreunden. Jack Bracelin, der Hohepriester des Covens verwies sie wieder zurück an Gerald Gardner. Der nahm sich ihr dann persönlich an, sie wurde von ihm in den Zweiten und Dritten Grad eingeführt. 1961 wurde sie zur Hohepriesterin ihres eigenen Covens in Tooting Bec, London. Ihr Hexenname war Artemis. Sie selbst initiierte u. a. Vivianne und Chris Crowley, John und Kathy (Caitlen) Matthews, Prudence Jones und Madge und Arthur Worthington. Madge und Arthur Worthington.wiederum gründeten später in Südlondon den Whitecroft Coven, der letztendlich durch seine große Anzahl von Einweihungen den Fortbestand der Gardnerischen Wicca Tradition im Vereinigten Königreich sichern konnte.
Nach dem Tod von Gerald Gardner am 12. Februar 1964 übernahmen die drei wichtigsten Hohepriesterinnen Monique Wilson, Patricia Crowther und Eleanor die Aufgabe, die Gardnerische Wicca-Tradition in der Öffentlichkeit zu vertreten.
Im Juni 1964 hatte Eleanor einen Zeitungsfotografen eingeladen, Teile einer geheimen Initiationszeremonie in einer abgelegenen Hütte tief im Wald in Hertfordshire zu fotografieren. Das Ritual wurde, wie in der Gardnerischen Wicca-Tradition üblich, nackt zelebriert.
Im Jahr 1966 kamen Eleanor und Patricia Crowther zusammen, um Alex Sanders zu diskreditieren, denn dieser hatte sich den Titel "König der Hexen" zugelegt und eine eigene Wicca-Tradition gegründet. Im selben Jahr wurde Eleanor Ehrenmitglied des Oxford University Liberal Clubs.
1968 reiste sie nach Tunis ans Grab von Gerald Gardner. Als sie erfuhr, dass der Friedhof in Kürze aufgelöst und in einen Stadtpark verwandelt werden sollte, sammelte sie Spenden und veranlasste die Umbettung des Grabes auf einen Friedhof in der Nähe der antiken Stadt Karthago.
Eleanor führte rund zwei Jahrzehnte ihren Coven in London. Sie tauchte regelmäßig in Zeitungen und Zeitschriften auf. Hierbei machte sie einen würdevollen Eindruck und arbeitete hart für eine Verbesserung des Rufs der traditionellen Hexerei. Während dieser Zeit hatte sie sehr viele Menschen ausgebildet und ihnen geholfen, eigene Coven aufzubauen. Zwei dieser Coven sind bemerkenswert, der Whitecroft Coven und der Brighton Coven. Fast alle Gardnerischen Wicca-Coven in Europa stammen aus diesen beiden Coven.
Ende der 1970er Jahre ging Eleanor Bone nach Alston in Cumbria in Ruhestand. Sie übernahm dort noch ein Pflegeheim, das aber nach einigen Jahren aus finanziellen Gründen geschlossen werden musste. Sie zogen dann nach Garrigill, nur wenige Meilen entfernt vom Pflegeheim. Mit der Zeit entfremdete sie sich von ihrem Mann, der aber weiterhin im Haus lebte. Bill starb am 24. August 1984.
Nach dem Tod ihres Mannes gründete sie in Garrigill noch einen Coven, der etwa zehn Jahre bestand. Ihr Sohn John besuchte sie regelmäßig, bis er 1999 verstarb. Die letzten Jahre lebte sie zurückgezogen und vereinsamt. Mit der Wicca Gemeinde in London hatte sie keine Kontakte mehr. Am 21. September 2001 verstarb sie im Schlaf. Eleanor starb fast mittellos. Ihr Hab und Gut musste verkauft werden, um die Bestattungskosten zu decken. Sie wurde in einem anonymen Grab auf dem Friedhof in Garrigill beigesetzt.
2014 gründeten Wicca-Anhänger den Eleanor Bone Memorial Fund, um einen Grabstein und die Inschriften zu finanzieren. 2015 wurde der Grabstein aufgestellt.